# Комиссаренко, Аркадий Иванович
Арка́дий Ива́нович Комиссаренко (1937—2021) — советский и российский историк, доктор исторических наук (1985), профессор, специалист по истории России периода позднего феодализма и истории церкви.

## Образование
Родился 18 июля 1937 года в Минске в семье военнослужащего. 
Окончил Московский государственный историко-архивный институт (МГИАИ) в 1959, аспирантуру МГИАИ. С 1966 года — кандидат исторических наук (МГИАИ, 1966, тема диссертации «Вятское крестьянство в XVIII в. К проблеме положения крестьян в период позднего феодализма»). С 1985 года — доктор исторических наук, профессор (МГИАИ, 1984, тема диссертации «Вотчинное хозяйство феодального духовенства и секуляризационная реформа в России. 20-60 гг. XVIII в.»).

## Научная и педагогическая деятельность
В 1959—1960 годах — младший научный сотрудник Центрального исторического военно-инженерного музея МО СССР, в 1960—1961 годах — младший научный сотрудник Центрального государственного архива древних актов (ЦГАДА) СССР. В 1961—1991 годах — аспирант, старший преподаватель, доцент, профессор МГИАИ, в 1976—1991 годах — заведующий кафедрой истории СССР досоветского периода МГИАИ. С 1991 года был заведующим кафедрой, профессором кафедры Отечественной истории истории древнего мира и средних веков Историко-Архивного института Российского государственного гуманитарного университета (РГГУ). Читал лекционный курс «Отечественная история (до середины XIX в.): проблемы экономики, политики, культуры)» и спецкурс «Государство и православная церковь в истории России X—XVIII вв.». В течение длительного времени вёл на кафедре кружок по отечественной истории, в работе которого участвовали многие известные и молодые учёные: В. М. Кабузан,И. В. Деревянко, С. Н. Нелипович, И. Н. Данилевский, Г. Н. Ланской, В. Б. Лушпай и др.
В 1988—1991 годах одновременно был профессором Московского заочного государственного педагогического института. В 1991 году читал лекции в Амстердамском университете (Нидерланды).
Покинул РГГУ в 1999 году из-за разногласий с руководством, стремившимся в лице тогдашнего ректора Ю. Н. Афанасьева и проректора по учебной работе Н. И. Басовской привести систему преподавания предметов и организацию учебной работы в вузе в соответствие с американскими стандартами.
Профессор кафедры истории российской государственности Российской академии государственной службы (РАГС). Почётный член Учёного совета РГГУ.
Член Комиссии по истории крестьянства (1964—1992); оргкомитета аграрных симпозиумов (1992); регионального объединения по изучению аграрной истории Европейского Севера СССР (России) (1967); научного объединения по истории Вычегодского края (1994); по истории Вятского края (1978); член Российского научного фонда (1994); член научных и ученых советов РГАДА, Архива РАН.
Научные интересы:
- русская история;
- краеведение, демография, источниковедение, историография средневековой России;
- экономическая история, аграрная история;
- социальная история, политическая история, история учреждений;
- история армии.

## Семья
Жена — Чекунова Антонина Ефимовна (1938—2021) — была кандидатом исторических наук, доцентом (1986) кафедры источниковедения и вспомогательных исторических дисциплин факультета архивного дела Историко-архивного института РГГУ. Специалист в области источниковедения российской истории XVIII—XIX вв. Занималась проблемами отечественного источниковедения XVII—XVIII вв., историей отечественной мемуаристики XVIII в., историческим анекдотом XVII—XIX вв. Автор более 110 работ. Скончалась 10 февраля 2021 г. (см.: https://www.rsuh.ru/iai/news/detail.php?ID=696621)

## Основные работы
Автор свыше 190 научных трудов, в том числе:
- Внешняя торговля России. Петербургский порт во второй половине XVIII — нач. XIX вв. М., 1981.
- История северного крестьянства. Архангельск, 1984. Т. 1 (в соавт.)
- Русский абсолютизм и духовенство в XVIII в. М., 1990.
- Православная церковь в истории России. М., 1991 (в соавт)
- История крестьянства России с древнейших времен до 1917 г. М., 1993. Т. 3 (чл. авт. кол.)
- Государственность России. Словарь-справочник. Кн. 1-4. М., 1996—2001 (член редколлегии)
- История государственного управления в России. Хрестоматия. М., 2003 (в соавт.)
- Отечественная история. Учебник. М., 2005. (2-е изд. 2006; в соавт.)
- История и философия отечественной исторической науки. М., 2006 (в соавт.)
- Б. Д. Греков: разыскания в новгородской обже. // Вспомогательные исторические дисциплины. Классическое наследие и новые направления. М., 2006.
- Государство и экономические крестьяне в 1760—1780-е гг. // Чтения к 100-летию академика Л. В. Черепнина. М., 2006.
- Памятники писцовых описаний дворцовых вотчин Нижегородского края последней трети XVII века. / отв. ред. А. И. Комиссаренко, сост. Н. Ю. Болотина. — М.: Альянс — Архео, 2010.